# Matt Dusk
Matt Dusk, właśc. Matthew-Aaron Dusk (ur. 19 listopada 1978 w Toronto) – kanadyjski muzyk, kompozytor i piosenkarz jazzowo-swingujący.

## Życiorys
W wieku siedmiu lat został przyjęty do St. Michael's Choir School, gdzie uczył się przez 11 lat. Zajmował się operą i muzyką poważną, a w wieku 17 lat zaczął zmieniać styl muzyczny po zapoznaniu się z nagraniami artystów jazzowych, takich jak Tony Bennett czy Sarah Vaughan. W 1998 wygrał konkurs młodych talentów Canadian National Exhibition Rising Star Competition. Jako że miał przejąć rodzinny biznes, w 1998 rozpoczął w Toronto studia na Uniwersytecie York na kierunku ekonomicznym. Po roku nauki zmienił program studiów na wydział muzyczny, gdzie skoncentrował się na jazzie i muzyce popularnej. W trakcie studiów uczęszczał na zajęcia z teorii jazzu prowadzonych przez Johna Gittinsa i na ćwiczenia wokalu jazzowego z Bobem Fentonem. Otrzymał stypendium naukowe Oscara Petersona, a w 2002 ukończył studia z dyplomem z wyróżnieniem w dziedzinie muzyki.
Na początku solowej kariery nagrał cztery niezależne albumy studyjne, m.in. The Way It Is. W marcu 2003 podpisał kontrakt z wytwórnią Decca Records, a w kolejnym roku został zaproszony do Golden Nugget Casino w Las Vegas, gdzie występował jako artysta estradowy podczas filmowania reality show pt. The Casino w telewizji FOX. W 2004 wydał świąteczny album pt. Peace on Earth. W następnym roku wydał debiutancki album studyjny pt. Two Shots, który promował autorską wersją utworu „Two Shots of Happy, One Shot of Sad” napisanego ku pamięci Franka Sinatry przez Bono i The Edge. W 2005 wydał album pt. Back in Town, który promował tytułowym singlem. W czerwcu 2006 wydał koncertową wersję płyty, którą nagrał w towarzystwie 58-osobowej Metropole Orchestra.
28 listopada 2008 po raz pierwszy wystąpił w Polsce, grając koncert w warszawskim klubie Palladium w ramach 50. edycji festiwalu Jazz Jamboree. W 2009 wydał album pt. Good News. W lutym 2013 wydał album pt. My Funny Valentine: The Chet Baker Songbook, będący zbiorem kompozycji z repertuaru Cheta Bakera w interpretacji Duska; polskie wydanie płyty promował utworem „All the Way”, który nagrał z Edytą Górniak. 23 sierpnia zaśpiewał z Górniak podczas Top of the Top Sopot Festival 2013. W listopadzie wyruszył w kolejną trasę koncertową po Polsce, a w styczniu 2014 za album pt. My Funny Valentine odebrał status platynowej płyty w Polsce.
W listopadzie 2015 wydał album pt. Just the Two of Us, który nagrał z Margaret. W kolejnych latach nakładem wytwórni Royal Crown Records Inc. wydał jeszcze cztery płyty: Old School Yule! (2016), Jet Set Jazz (2018), Sinatra with Matt Dusk (2020) i Sinatra with Matt Dusk Vol. 2 (2021).

## Życie prywatne
Związany jest z Julitą Borko. Żyją w związku zwanym w Ameryce Północnej „common-law marriage” (tzw. małżeństwo według prawa zwyczajowego).

## Dyskografia
Albumy studyjne
| The Way It Is                               | - Data: 5 czerwca 2001 - Wydawca: Decca Records                  | –   | –  | –  | –   |                        |
| Two Shots                                   | - Data: 15 czerwca 2004 - Wydawca: Decca Records                 | –   | 37 | –  | –   | - CAN: złota płyta     |
| Peace on Earth                              | - Data: 7 grudnia 2004 - Wydawca: Decca Records                  | –   | –  | –  | –   |                        |
| Back in Town                                | - Data: 20 czerwca 2006 - Wydawca: Decca Records                 | –   | 38 | –  | 202 |                        |
| Good News                                   | - Data: 27 października 2009 - Wydawca: Decca Records            | 187 | 92 | 39 | –   | - POL: złota płyta     |
| My Funny Valentine: The Chet Baker Songbook | - Data: 12 lutego 2013 - Wydawca: Royal Crown Records Inc.       | –   | –  | 26 | –   | - POL: platynowa płyta |
| Old School Yule!                            | - Data: 1 listopada 2016 - Wydawca: Royal Crown Records Inc.     | –   | –  | –  | –   | - POL: złota płyta     |
| Jet Set Jazz                                | - Data: 1 marca 2018 - Wydawca: Royal Crown Records Inc.         | –   | –  | –  | –   | - POL: złota płyta     |
| Sinatra with Matt Dusk                      | - Data: 9 października 2020 - Wydawca: Royal Crown Records Inc.  | –   | –  | 5  | –   | - POL: platynowa płyta |
| Sinatra with Matt Dusk Vol. 2               | - Data: 22 października 2021 - Wydawca: Royal Crown Records Inc. | –   | –  | 17 | –   | - POL: złota płyta     |
| "–" oznacza, że album nie był notowany.     |                                                                  |     |    |    |     |                        |

Współpraca
| Lost in Rio (oraz Karen Aoki)           | - Data: 14 października 2015 - Wydawca: Rambling Records | –  | –  |                        |
| Just the Two of Us (oraz Margaret)      | - Data: 6 listopada 2015 - Wydawca: Magic Records        | –  | 28 | - POL: platynowa płyta |
| Quiet Nights (oraz Florence K)          | - Data: 12 lutego 2016 - Wydawca: Productions J          | 30 | –  |                        |
| "—" oznacza, że album nie był notowany. |                                                          |    |    |                        |

Albumy koncertowe
| Tytuł               | Dane dot. albumu                                             |
| ------------------- | ------------------------------------------------------------ |
| Live from Las Vegas | - Data: 26 kwietnia 2011 - Wydawca: Royal Crown Records Inc. |